# Francisco Coloane
Francisco Coloane Cárdenas (19. července 1910 Quemchi – 5. srpna 2002 Santiago de Chile) byl chilský spisovatel.
Narodil se na ostrově Chiloé, kde byl jeho otec kapitánem velrybářské lodi, dospívání prožil v Punta Arenas. V mládí procestoval Patagonii a Ohňovou zemi a živil se jako námořník, pastevec a zvěroklestič. Osobní zkušenosti s tímto rázovitým krajem na pokraji civilizace zúročil ve své novinářské a literární práci, která bývá přirovnávána k dílu Jacka Londona. V roce 1935 vydal svoji první knihu Perros, Caballos y Hombres, patřil k představitelům literární vlny nazývané Generace 38. V roce 1947 se zúčastnil velké chilské expedice do Antarktidy. Byl členem Komunistické strany Chile a v šedesátých letech pobýval v Číně.
Byl zvolen do Chilské jazykové akademie, byla mu udělena Chilská národní literární cena, Řád umění a literatury a Řád Gabriely Mistralové. Je po něm pojmenován Mořský park Francisca Coloaneho na pobřeží Brunšvického poloostrova. Podle jeho próz vznikly filmy Poslední plavčík (1983, režie Jorge López Sotomayor) a Ohňová země (2000, režie Miguel Littín)